# Thesan

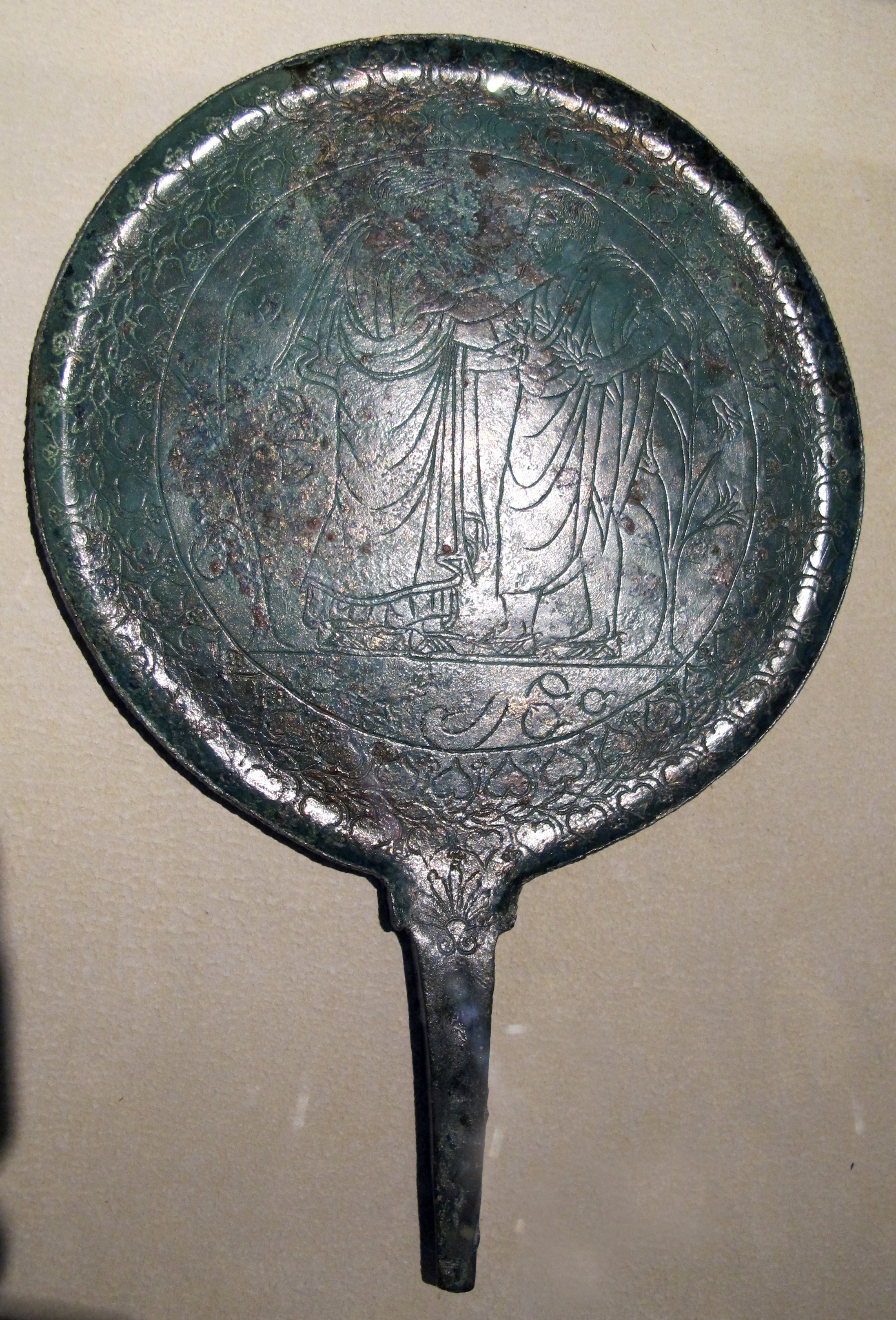
Espejo etrusco en el Museo Arqueológico Nacional de Florencia

En la mitología etrusca, Thesan era la diosa del amanecer, la adivinación y el parto. Estaba asociada a la generación de vida. Se identifica con la diosa romana Aurora y la griega Eos.

## Etimología
Descrita en la parte trasera de varios espejos etruscos, como muchas otras diosas de dicha mitología, tiene un par de grandes alas en su espalda (muy apropiadas para una diosa celeste). Un significado de su nombre es simplemente "amanecer", una palabra relacionada con "thesi" (iluminación) y "thesviti" (claro o famoso). El otro significado de su nombre conecta con la capacidad de ver el futuro, por lo que "thesan" también significa "adivinación", como se puede ver en palabras relacionadas etruscas como thesanthei, "adivinando" o "brillante". Esto se relaciona con su función como diosa del alba: así como el amanecer ilumina lo que antes era oscuro, también la adivinación da luz a un futuro oscuro y permite que uno sepa lo que va a suceder.  Algunos la identificaban como diosa del parto por estar presente al inicio del día, un paralelismo con el inicio de la vida de un recién nacido. Del mismo modo la diosa romana de la luz y el parto, Lucina, trae los niños a la luz del mundo.

## Maldición de Afrodita
Los etruscos identificaban a su diosa Thesan con la Diosa griega del amanecer, Eos. En la leyenda griega, Afrodita había encontrado a Eos en la cama con su amante Ares. Como castigo, la maldijo con un gusto insaciable de jóvenes mortales. Parece que a los etruscos les gustaban estas historias y las transfirieron a su diosa del amanecer Thesan.